# Кумецький Віктор Володимирович
Ві́ктор Володи́мирович Куме́цький (11 лютого 1973, Луцьк, Українська РСР — 5 вересня 2014, Весела Гора, Слов'яносербський район, Луганська область, Україна) — український військовик, учасник війни на сході України, старший сержант Збройних сил України.

## Короткий життєпис
Народився 1973 року в місті Луцьк. Навчався у Луцькій спеціалізованій школі № 1, котру закінчив 1990 року. Працював водієм у «Максим-таксі».
Одним з перших пішов добровольцем захищати Батьківщину, пізніше, вже на Луганщині, оформив мобілізацію через Сватівський військкомат. Боєць розвідгрупи 2-ї роти «Захід», батальйон «Айдар»; псевдо «Кум».
5 вересня 2014-го зник безвісти під час бою з російськими диверсантами, які напали на бійців 2-ї роти батальйону із засідки поблизу села Весела Гора. Бійці на двох машинах під'їхали до блокпоста — на ньому майорів український прапор. Командир групи вийшов з машини, терористи відкрили вогонь. Прострелено бензобак, одна з автівок вибухнула.
Віктор вважався зниклим безвісти. Був похований як невідомий солдат в селі Чмирівка. В серпні 2015 року експертиза ДНК підтвердила, що Віктор загинув і похований під Старобільськом як невідомий Герой. 23 вересня 2015 року воїна перепоховали на Алеї почесних поховань міського кладовища Луцька у селі Гаразджа.
По смерті залишилися дружина та двоє дітей, 20001 р.н і 1997 р.н.

## Нагороди та вшанування
- Указом Президента України № 161/2017 від 13 червня 2017 року «за особисту мужність, виявлену у захисті державного суверенітету та територіальної цілісності України, самовіддане виконання військового обов'язку» нагороджений орденом «За мужність» III ступеня (посмертно)[1].
- Рішенням Луцької міської ради № 44/1 від 25 липня 2018 року присвоєно звання «Почесний громадянин міста Луцька» (посмертно)[2].
- Рішенням Волинської обласної ради № 31/3 від 10 вересня 2020 року присвоєно звання «Почесний громадянин Волині» (посмертно)[3].
- Нагороджений нагрудним знаком «За оборону Луганського аеропорту» (посмертно)[2].
- Його портрет розміщений на меморіалі «Стіна пам'яті полеглих за Україну» у Києві: секція 4, ряд 10, місце 4
- Вшановується в меморіальному комплексі «Зала пам'яті», в щоденному ранковому церемоніалі 5 вересня[4]